# Milt Gross
Milt Gross (né le 4 mars 1895 et mort en novembre 1953) est un auteur de bande dessinée, dessinateur humoristique et animateur américain.

## Distinctions
À titre posthume
- 2017 : Temple de la renommée Will Eisner